# EMD DDM45
Тепловоз DDM45 — узкоколейный тепловоз с электрической передачей, выпускавшийся компанией EMD с 1970 по 1976 год. Тепловоз имеет восемь осей с формулой 4О−4О (D-D). Название расшифровывается следующим образом: локомотив D-D, M — метровая колея, 45 — серия. Они было построены для эксплуатации Бразильской компанией Estrada de Ferro Vitória a Minas (EFVM).

## История
Компания EFVM испытывала потребность в мощных одномоторных тепловозах, этим требованиям соответствовал выпускаемый SD45, однако он не был адаптирован для узкоколейных железных дорог. В связи с этим, компания EMD разработала новые четырёхосные тележки Flexicoil-D, с колеёй 1000 мм, аналогичные тележкам используемым на тепловозах EMD DD35, EMD DD35A и EMD DDA40X. Модель получила название DDM45.
Тепловоз оснащён 20-ти цилиндровым дизельным двигателем внутреннего сгорания модели EMD 645E3 из семейства EMD 645.

## Список выпущенных тепловозов
| Номер заказа    | Дата постройки              | Заводской номер       | Страна   | Дорога                | Номера  | Кол-во |
| --------------- | --------------------------- | --------------------- | -------- | --------------------- | ------- | ------ |
| 711197-711208   | Февраль 1970 - Март 1970    | 34671-34682           | Бразилия | E. F. Vitória a Minas | 801-812 | 12     |
| 711441-711448   | Март 1970 - Апрель 1970     | 36303-36310           | Бразилия | E. F. Vitória a Minas | 813-820 | 8      |
| 711871-711880   | Март 1971                   | 37278-37287           | Бразилия | E. F. Vitória a Minas | 821-830 | 10     |
| 712613-712621   | Март 1973 - Апрель 1973     | 712613-712621         | Бразилия | E. F. Vitória a Minas | 831-839 | 9      |
| 713096-713119   | Январь 1974 - Апрель 1974   | 713096-713119         | Бразилия | E. F. Vitória a Minas | 840-863 | 24     |
| 713726-713735   | Октябрь 1975 - Декабрь 1975 | 713726-713735         | Бразилия | E. F. Vitória a Minas | 864-873 | 10     |
| 748027-1 до -10 | Январь 1976 - Март 1976     | 748027-1 до 748027-10 | Бразилия | E. F. Vitória a Minas | 874-883 | 10     |